# Makhfi
Makhfi fou el suposat nom de ploma de Zib al-Nisa Begum (1638-1702), filla de l'emperador mogol Aurangzeb.
Va rebre una educació important mercès a una borsa econòmica del seu pare, i va aprendre àrab, persa i cal·ligrafia. Es va interessar per la literatura alcorànica. Fou protectora d'artistes que li van dedicar algunes obres. Junt amb el seu germà Akbar va conspirar contra el pare Aurangzeb; per això fou empresonada (1681) a la fortalesa de Salimgarh a Delhi, on va morir.
Es creia que havia deixat un diwan de poemes però l'anomenat Diwan-i Makhlif que es pensava que era la seva obra, sotmès a una anàlisi, va resultar ser obra d'un autor desconegut i, per tant, només es conserven d'ella versos aïllats.